# Siêu lỗ khoan Kola
Siêu lỗ khoan Kola (tiếng Nga: Кольская сверхглубокая скважина) là kết quả của một dự án khoan khoa học của Liên Xô tại Quận Pechengsky, trên Bán đảo Kola. Dự án đã cố gắng khoan sâu nhất có thể vào lớp vỏ Trái Đất. Khoan bắt đầu vào ngày 24 tháng 5 năm 1970 bằng cách sử dụng Uralmash-4E, và sau đó là giàn khoan Uralmash-15000. Boreholes được khoan bằng cách phân nhánh từ một lỗ trung tâm. Lỗ sâu nhất, SG-3, đạt 12.262 mét (40.230 ft) vào năm 1989 và là điểm nhân tạo sâu nhất trên Trái Đất tại thời điểm đó. Lỗ khoan có đường kính 23 cm (9 inch). Tuy nhiên, đến năm 1992 các nhà khoa học đã không thể tiếp tục khoan thêm, nguyên nhân là nhiệt độ ở độ sâu 12 km đã đạt 180 độ C. Nếu tiếp tục đào đến mục tiêu 15 km, nhiệt độ ở đó có thể lên tới gần 300 độ C, chắc chắn sẽ phá hủy mọi thiết bị khoan. Ban đầu, mũi khoan đã cày xuyên qua lớp đá granit khá dễ dàng. Tuy nhiên, kể từ khi các mũi khoan đạt độ sâu khoảng 6,9 km, lớp đất này trở nên dày đặc và khó khoan hơn. Kết quả là mũi khoan bị gãy và đội ngũ thi công đã phải thay đổi mũi khoan và hướng khoan nhiều lần. Các kỹ sư vẫn tiếp tục cày xới, nhưng mũi khoan càng đi sâu, nhiệt độ của lõi Trái Đất càng trở nên nóng hơn. Liên Xô vẫn tiếp tục kiên trì với dự án này, nhưng không bao giờ có thể khoan sâu như điều mà họ đã làm vào năm 1989.Họ đã ghi đựơc 1 đọan âm thanh kì lạ.Cuối cùng, địa điểm khoan đã chính thức đóng cửa và được niêm phong vào năm 2005.
Về chiều sâu theo chiều dọc thực sự, nó là lỗ khoan sâu nhất trên thế giới. Trong hai thập kỷ, nó cũng là lỗ khoan dài nhất thế giới về độ sâu đo dọc theo giếng khoan, hố Kola hiện vẫn là hố sâu nhất trên đất liền, nhưng độ sâu này đã bị vượt qua trên biển vào năm 2008 bởi giếng dầu Al Shaheen dài 12,289 mét (40.318 ft) ở ngoài khơi vùng biển Qatar và năm 2011 là 12,376 dài-mét (40.502 ft) Sakhalin-I Odoptu OP-11 Vâng (ngoài khơi từ đảo Sakhalin của Nga). 
Hóa thạch sinh vật phù du có kích thước hiển vi được tìm thấy cách bề mặt đất sáu kilômét (3,7 mi).
Một khám phá bất ngờ khác là một lượng lớn khí hydrogen. Dung dịch khoan chảy ra khỏi lỗ được mô tả là "sôi" với khí hydrogen.